# Černá sanitka (seriál)
Černá sanitka je televizní pořad České televize, konkrétně televizního studia Brno, z roku 2008 natočený na motivy stejnojmenné knihy městských legend od Petra Janečka. Seriálem provázel Roman Zach. Pořad se skládal z patnácti epizod, každá epizoda ztvárňovala jeden z patnácti vybraných příběhů z knihy. Každý díl obsahoval i publicistickou část, kde Zach zkoumal původ jednotlivých příběhů, vedl rozhovory s lidmi spojenými s tématy příběhů a zároveň vedl i rozhovory se samotným Janečkem. Seriál se natáčel od dubna do června 2008, střih a postprodukce probíhala během tehdejších prázdnin, premiéra proběhla 4. září 2008 a pořad se vysílal každý čtvrtek ve 21:30. Dosud je dostupný ke zpětnému přehrátí na iVysílání České televize.
Pozorný divák si může všimnout v seriálu několika zajímavých detailů nebo chyb: například, první epizoda se natáčela v jedné z prodejen řetězce Hypernova, který se v té době ale měnil pod značku Albert a v roce nadcházejícím konci vysílání seriálu oficiálně zanikl. Nebo, že v páté epizodě rodina údajně jede do supermarketu v západním Německu, nicméně později projíždí kolem ukazatele do Lückendorfu v Horní Lužici v Sasku, části východnho Německa. V této epizodě mimochodem účinkoval v publicistické části tehdejší ředitel Asociace českých cestovních kanceláří Tomio Okamura. V třinácté epizodě policistu hraje Martin Kavan, v té době spíše známější jako Pošťák Ondra z Pošty pro tebe. V poslední díle Roman Zach hraje policistu a zároveň je stále také moderátorem a vypravěčem pořadu, de facto tedy ztvárnil dvojroli.

## Seznam dílů
| Č. v seriálu | Původní název          | Režie               | Scénář                           | Datum premiéry     |
| ------------ | ---------------------- | ------------------- | -------------------------------- | ------------------ |
| 1            | Stopař                 | Mojmír Kučera       | Jan Stehlík                      | 4. září 2008       |
| 2            | Tenkrát na táboře      | Mojmír Kučera       | Tomáš Zákravský, Jan Stehlík     | 11. září 2008      |
| 3            | Rovnátka               | Jiří Diarmaid Novák | Jan Stehlík                      | 18. září 2008      |
| 4            | Zelené nebezpečí       | Mojmír Kučera       | Richard Malatinský, Jan Stehlík  | 25. září 2008      |
| 5            | Babička                | Jiří Diarmaid Novák | Jan Stehlík                      | 2. října 2008      |
| 6            | Revizor                | Mojmír Kučera       | Markéta Jindřichová, Jan Stehlík | 9. října 2008      |
| 7            | Silný kafe             | Jiří Diarmaid Novák | Jan Stehlík                      | 16. října 2008     |
| 8            | Krok do neznáma        | Mojmír Kučera       | Mojmír Kučera, Jan Stehlík       | 23. října 2008     |
| 9            | Sama v autě            | Jiří Diarmaid Novák | Tomáš Zákravský, Jan Stehlík     | 30. října 2008     |
| 10           | Dobrou chuť            | Mojmír Kučera       | Richard Malatínský, Jan Stehlík  | 4. listopadu 2008  |
| 11           | Rozsvěcet se nevyplácí | Jiří Diarmaid Novák | Jan Stehlík                      | 11. listopadu 2008 |
| 12           | Flirt s cizincem       | Mojmír Kučera       | Richard Malatínský, Jan Stehlík  | 18. listopadu 2008 |
| 13           | Zhulenci a policajti   | Jiří Diarmaid Novák | Markéta Jindřichová, Jan Stehlík | 25. listopadu 2008 |
| 14           | Přicházejí s nocí      | Jiří Diarmaid Novák | Richard Malatínský, Jan Stehlík  | 2. prosince 2008   |
| 15           | Černá sanitka          | Mojmír Kučera       | Jan Stehlík                      | 9. prosince 2008   |